# Musculus abductor digiti minimi (Hand)
Der Musculus abductor digiti minimi (lat. für „Kleinfingerspreizer“) ist einer der Skelettmuskeln des Kleinfingerballens („Hypothenarmuskulatur“). Er liegt dort ganz seitlich neben dem Musculus flexor digiti minimi brevis.
Der Kleinfingerspreizer setzt an der medialen (inneren) Seite der Basis des ersten Fingerglieds des kleinen Fingers und dessen Dorsalaponeurose (festes Bindegewebe am Fingerrücken) an.
Der Musculus abductor digiti minimi spreizt (abduziert) den kleinen Finger von (den restlichen Fingern) der Hand ab. Außerdem führt er, bedingt durch seinen Ansatz an der Aponeurosis dorsalis, zu einer Beugung im Fingergrundgelenk und einer Streckung im Mittel- und Endgelenk des kleinen Fingers (Digitus minimus).
Der Muskel wird über Nervenfasern des Ramus profundus des Nervus ulnaris innerviert. In der motorischen Elektroneurografie (ENG) des Nervus ulnaris dient der Muskel als Ableitort.